# Gracias
Gracias é uma cidade de Honduras e capital do departamento de Lempira.